# Beaver (Pensylwania)
Beaver – miasto w Stanach Zjednoczonych, w stanie Pensylwania, w hrabstwie Beaver. Według danych z 2000 roku miasto miało 4775 mieszkańców.